# Intel i860
i860 (також відомий як 80860 і під кодовою назвою N10) — мікропроцесор компанії Intel з архітектурою RISC, вперше випущений в 1989 році. Разом з i960 є однією з перших спроб зробити повністю нову систему команд після провалу iAPX 432 в 1980-х роках.
i860 був випущений настільки урочисто, що затьмарив випуск i960, який багато хто вважав більш вдалою розробкою. Цей процесор так і не домігся комерційного успіху, і проєкт був закритий у середині 1990-х. Використовувався в графічних підсистемах — таких, як плата розширення NeXT Dimension для комп'ютерів NeXTcube, а також в комп'ютерах з масово-паралельною архітектурою Intel iPSC/860. Через відсутність комерційного успіху більше не виробляється.

## Технічні особливості
Мікропроцесор i860 поєднав ряд технічних характеристик, які були унікальні для того часу, особливо архітектура VLIW і потужна підтримка високошвидкісних операцій з рухомою комою. Процесор мав 32-бітний арифметично-логічний пристрій разом з 64-бітним математичним співпроцесором, який був побудований на трьох частинах: суматор, помножувач і графічний процесор. Система мала окремі конвеєри для АЛП, суматора і помножувача, і могла обробляти одночасно до трьох інструкцій за такт.[джерело?]
Процесор мав одну досить незвичайну особливість — конвеєри як функціональні одиниці були доступні програмно, що вимагало від компіляторів обережності у створенні порядку інструкцій у об'єктних модулях для забезпечення постійного заповнення конвеєрів. Це дозволяє досягти деяких цілей RISC-архітектури, де щось на кшталт «компілятора мікрокоду „на льоту“» було прибрано з ядра процесора і поміщено в компілятор. Це дозволило створити більш просте ядро і звільнити місце для інших цілей, але призвело до більшого обсягу коду, негативного впливу на результативне звернення в кеш, пропускну здатність пам'яті і загальну вартість системи. В результаті, i860 був здатний виконувати певні графічні алгоритми та алгоритми з рухомою комою на досить високій швидкості, але його продуктивність у програмах загального призначення «кульгала», а програмувати ефективно було вельми складно.[джерело?]